# Río Muju
El río Muju (en ruso: Муху) es un río del Gran Cáucaso en el distrito de Karacháyevsk de la república de Karacháyevo-Cherkesia del sur de Rusia, en la reserva natural de Teberdá. Es un afluente del río Teberdá, que desemboca en el río Kubán.
Su curso marca el extremo norte de la reserva natural.

## Curso
El río nace en la vertiente norte del monte Toguzkiolbashi Su curso de 15.5 km desciende hacia el norte en su curso superior para luego formar un valle en dirección este y encontrar la orilla izquierda del Teberdá (tras cruzar la carretera militar de Sujumi), en la localidad homónima. Su principal afluente es el río Azguek, que desemboca en su orilla derecha en el curso medio.

## Historia
El valle del río Muju, cuando se une al del Teberdá, es el emplazamiento del asentamiento y necrópolis de Muju de los siglos VII-IX. En el valle hay otras necrópolis, de los siglos IX-XII, cuyos restos se encuentran en el museo de la reserva natural de Teberdá. L.N. Glushkov halló rastros de asentamientos, aparentemente medievales, en la margen izquierda del río y E.N. Chernykh exploró una pequeña mina de cobre de fecha incierta.

### Muju 1
En la tercera terraza, incluida la actual llanura aluvial del río Teberdá, sobre los edificios del sanatorio Górnoye ushchelie, en la cornisa entre los ríos Teberdá y Muju, se delimitatom un antiguo pueblo, mampostería y calles. La mampostería fue desmantelada durante la excavación de piedra para la construcción del sanatorio. Hay una pequeña zona enmarcada por piedras, quizás una zona de reunión que se hallan también en otros lugares.

### Muju 2
Cerca de la ciudad de los geólogos, en la pendiente de la terraza hay mampostería, muy erosionada y en desorden. Hay enterramientos más antiguos y más actuales, no anteriores a finales del siglo XVIII y principios del XIX del período de los asentamientos del Dzhamagat, en la orilla contraria del Teberdá.

### Muju 3
En la orilla, muy por encima del río, frente al valle del río Azguek, hay restos bien conservados de un pueblo de mampostería típica alania, descritos por el profesor Tushinski en 1968. Toda la zona circundante está cubierta de acervos culturales. La presencia de un gran manantial arriba proporcionaba la posibilidad de riego. La pendiente está bien iluminada por el sol.

### Muju 4
En el valle del río Azguek, en la desembocadura, se encuentran los restos de una aldea. La altura es de unos 1600 m.